# ويسلي وير
ويسلي كونراد وير (بالإنجليزية: Wesley Wehr)‏‏ (17 أبريل 1929 - 12 أبريل 2004) هو عالم في علم الحفريات وهو فنان مشهور وقد عرف بدراسته عن علم النباتات القديمة في حقب الحياة الحديثة في غرب أمريكا الشمالية. نشر ويسلي كتابين عن طريق مطبعة جامعة واشنطن وثق صداقاته مع الفنانين والعلماء.

## النشأة
وُلِد وير في إيفريت، واشنطن في 17 أبريل 1929، وكان الطفل الوحيد لوالديه. عندما كان طفلاً، أبدى استعدادًا للموسيقى التي شجعتها الدروس الخصوصية.

## دراسته
دخل المدرسة الابتدائية والمدرسة الثانوية، وفي عام 1947 دخل ويسلي الجامعة، وتخرج في عام 1952 مع ليسانس الآداب ثم مع ماجستير الآداب في عام 1954. بدأ وير الرسم لأول مرة في عام 1960.

## علم النباتات
بدأ في السبعينات من القرن العشرين في التركيز على علم النبات، مسترشداً بمراسلاته مع تشارلز ميلر وتشارلز أرنولد. واصل حبه للخشب المتحجر من خلال المراسلات مع جورج بيك من جامعة واشنطن. في أوائل الثمانينات عمل مع بيرت تشادويك، وساعد في الإعداد والتنظيم الأولي لمركز ستونيروس للترجمة الفورية.
في عام 1976 تم تعيينه كمنسق تابع لقسم النباتات في متحف بيورك للتاريخ الطبيعي والثقافة، وبقي في هذا المنصب إلى آخر حياته. ألف وير سلسلة من الأوراق حول الحفريات. مجموعة من عشر ورقات نُشرت في المنشور القديم «واشنطن جيولوجي» حيث نشرها للجمهور العام. كما شارك في تأليف العديد من الأبحاث العلمية الفنية مع بعض زملاءه. حصل ويسلي على تقدير لعمله في الحفريات في عام 2003 عندما حصل على جائزة من جمعية الحفريات، وهذه الجائزة تمنح كل عام لمن ساهم في علم الحفريات من الهواة. حضر حفل الاستقبال الذي استضافه وير في متحف بورك بعد ذلك 200 من أصدقائه ومعارفه. تم تسمية عدد من النباتات والحشرات المنقرضة تكريما له ومنها Osmunda wehrii وWessiea yakimaensis وPseudolarix wehrii وCretomerobius wehri . الزهرة الأحفورية Wehrwolfea striata باسم وير وباسم عالم الحفريات جاك وولف.

## وفاته
قبل خمسة أيام من عيد ميلاده الخامس والسبعين، عانى ويسلي من سلسلة من الأزمات القلبية وتوفي في 12 أبريل 2004. تم تغيير حفلة عيد الميلاد المخطط لها إلى حفل تأبين حضره أكثر من 200 شخص.

## روابط خارجية
- 1983 مقابلة تاريخية شفوية مع ويسلي فير في أرشيف سميثسونيان للفن الأمريكي
- فن بقلم ويسلي فير في مجموعة الفنون الشمالية الغربية لمكتبة سياتل العامة